# Aéroport Adnan-Menderes
Pour les articles homonymes, voir ADB.
L'aéroport international Adnan-Menderes  (code IATA : ADB • code OACI : LTBJ) est l'aéroport de la ville d'İzmir, nommé en l'honneur de l'ancien premier ministre turc Adnan Menderes. 

## Situation
Il est situé à 18 kilomètres au sud d'Izmir.
| Adana Ankara Antalya Antioche Bodrum-Milas Dalaman Denizli Elâzığ Istanbul Sabiha-Gökçen Izmir Trabzon / Trébizonde Gaziantep Diyarbakır Kayseri Samsun Van Erzurum Konya Gazipaşa Malatya |

| Adana Ankara Antalya Antioche Bodrum-Milas Dalaman Denizli Elâzığ Istanbul Sabiha-Gökçen Izmir Trabzon / Trébizonde Gaziantep Diyarbakır Kayseri Samsun Van Erzurum Konya Gazipaşa Malatya |

## Statistiques
Le graphique qui aurait dû être présenté ici ne peut pas être affiché car il utilise l'ancienne extension Graph, désactivée pour des questions de sécurité. Des indications pour créer un nouveau graphique avec la nouvelle extension Chart sont disponibles ici.

Voir la requête brute et les sources sur Wikidata.

## Compagnies et destinations
| Compagnies           | Destinations |
| -------------------- | --- |
| Aegean Airlines      | Athènes E.-Venizélos |
| Aer Lingus           | En saison: Dublin |
| Air Serbia           | Belgrade-Nikola-Tesla |
| AJet                 | Ankara Esenboğa, Istanbul-S. Gökçen, Şanlıurfa GAP (en) En saison: Ordu-Giresun, Tabriz, Téhéran-Imam-Khomeini |
| Azerbaijan Airlines  | En saison: Bakou-H. Aliyev |
| Belavia              | En saison charter: Minsk |
| Corendon Airlines    | En saison: - Amsterdam, - Berlin-Brandebourg, - Bruxelles-National, - Cologne/Bonn-K. Adenauer, - Düsseldorf, - Francfort, - Hambourg-H.-Schmidt, - Hanovre, - Munich-F. J. Strauß, - Nuremberg-A. Dürer, - Paris-Charles de Gaulle, - Stuttgart, - Vienne-Schwechat |
| easyJet              | En saison: Liverpool-J.-Lennon, Londres-Gatwick, Londres-Luton |
| Enter Air            | En saison charter: Gdańsk-L. Wałęsa , Katowice-Pyrzowice, Poznań (Posnanie)-H. Wieniawski , Varsovie-Chopin |
| Eurowings            | En saison: Cologne/Bonn-K. Adenauer, Düsseldorf, Stuttgart |
| flyadeal             | En saison: Riyad-roi Khaled |
| flydubai             | En saison: Dubaï |
| FlyOne               | En saison charter: Chișinău |
| Freebird Airlines    | En saison charter: Bruxelles-National, Médine-Prince M. Bin Abdulaziz |
| GetJet Airlines      | En saison charter: Vilnius |
| I-Fly                | En saison charter: Moscou-Vnoukovo |
| Iran Air             | En saison: Téhéran-Imam-Khomeini |
| Iran Airtour         | En saison: Tabriz, Téhéran-Imam-Khomeini |
| Iran Aseman Airlines | En saison: Téhéran-Imam-Khomeini |
| Jet2.com             | En saison: - Birmingham, - Bristol, - East Midlands, - Édimbourg, - Glasgow, - Leeds-Bradford, - Londres-Stansted, - Manchester, - Newcastle |
| LOT Polish Airlines  | En saison charter: Katowice-Pyrzowice, Varsovie-Chopin |
| Luxair               | En saison: Luxembourg-Findel |
| Nordwind Airlines    | En saison charter: Moscou Chérémétiévo |
| Pegasus Airlines     | - Adana-Sakirpasa, - Ankara Esenboğa, - Antioche, - Bakou-H. Aliyev, - Bâle-Mulhouse, - Batman (en), - Cologne/Bonn-K. Adenauer, - Düsseldorf, - Elâzığ, - Ercan, - Erzincan (en), - Hambourg-H.-Schmidt, - Istanbul, - Istanbul-S. Gökçen, - Djeddah - Roi-Abdelaziz, - Kayseri-Erkilet, - Londres-Stansted, - Mardin (tr), - Muş (tr), - Samsun-Çarşamba, - Şanlıurfa GAP (en), - Sivas, - Stuttgart, - Trabzon/Trébizonde, - Vienne-Schwechat En saison : - Amman-Reine-Alia, - Berlin-Brandebourg, - Francfort, - Moscou-Domodédovo , - Munich-F. J. Strauß, - Nuremberg-A. Dürer, - Ordu-Giresun, - Skopje, - Tbilissi-C. Roustavéli, - Tel Aviv - Ben Gourion |
| Qeshm Air            | En saison: Téhéran-Imam-Khomeini |
| Ryanair              | En saison: Katowice-Pyrzowice |
| Saudia               | En saison: Djeddah - Roi-Abdelaziz, Riyad-roi Khaled |
| Smartwings           | En saison charter: Katowice-Pyrzowice, Poznań (Posnanie)-H. Wieniawski, Prague-Václav-Havel, Varsovie-Chopin |
| SunExpress           | - Adana-Sakirpasa, - Amsterdam, - Antalya, - Antioche, - Athènes E.-Venizélos, - Bâle-Mulhouse, - Berlin-Brandebourg, - Birmingham, - Brême, - Bruxelles-National, - Cologne/Bonn-K. Adenauer, - Diyarbakır, - Dubaï, - Düsseldorf, - Erzurum (en), - Francfort, - Gaziantep-Oğuzeli, - Hambourg-H.-Schmidt, - Hanovre, - Iğdır (tr), - Kars Harakani (tr), - Kayseri-Erkilet, - Konya, - Londres-Luton, - Londres-Stansted - Malatya Erhaç (tr), - Mardin (tr), - Munich-F. J. Strauß, - Nuremberg-A. Dürer, - Sarrebruck-Ensheim, - Samsun-Çarşamba, - Stuttgart, - Trabzon/Trébizonde, - Van-F. Melen (en), - Vienne-Schwechat, - Zurich En saison: - Barcelone-El Prat, - Beyrouth-Rafic Hariri, - Bodrum-Milas, - Budapest-Ferenc Liszt, - Copenhague-Kastrup, - Dortmund, - Dublin, - Édimbourg, - Eindhoven , - Genève-Cointrin, - Helsinki-Vantaa, - Londres-Gatwick, - Lyon-Saint-Exupéry, - Manchester, - Marseille-Provence, - Milan-Malpensa, - Nantes-Atlantique, - Oslo-Gardermoen, - Paris-Charles de Gaulle, - Saint-Pétersbourg-Poulkovo , - Skopje, - Stockholm-Arlanda, - Tbilissi-C. Roustavéli, - Tel Aviv - Ben Gourion, - Venise - Marco Polo En saison charter: Plovdiv-Kroumovo |
| Transavia France     | En saison: Paris-Orly |
| TUI Airways          | En saison: Birmingham , Londres-Gatwick, Manchester |
| TUI fly Belgium      | En saison: Bruxelles-National, Ostende-Bruges |
| TUI fly Netherlands  | En saison: Amsterdam |
| Turkish Airlines     | Istanbul, En saison: Francfort, Djeddah - Roi-Abdelaziz, Médine-Prince M. Bin Abdulaziz, Munich-F. J. Strauß, Stuttgart |

Édité le 14/03/2019  Actualisé le 27/05/2023